# El Factor Humà
El factor humà. Nelson Mandela i el partit de rugbi que va construir una nació (Playing the Enemy: Nelson Mandela and the Game that Made a Nation) és un llibre escrit per John Carlin i publicat l'agost del 2008, el qual serví de guió per a la pel·lícula de Clint Eastwood Invictus. Fou candidat al premi Llibre esportiu de l'any William Hill 2008.
El llibre se centra en les accions del president de Sud-àfrica Nelson Mandela el 1995 durant la Copa del Món de Rugbi d'aquell any. Per a la seva elaboració es va basar en diverses entrevistes realitzades entre 2000 i 2007 a destacats personatges de la vida política i esportiva sud-africana, valent-se del seu treball com a corresponsal a Sud-àfrica per a The Independent. El gener de 2009 fou editat a l'Estat Espanyol, en català per l'editorial La Campana i en castellà per Seix Barral.